# Сейсмическая бомба

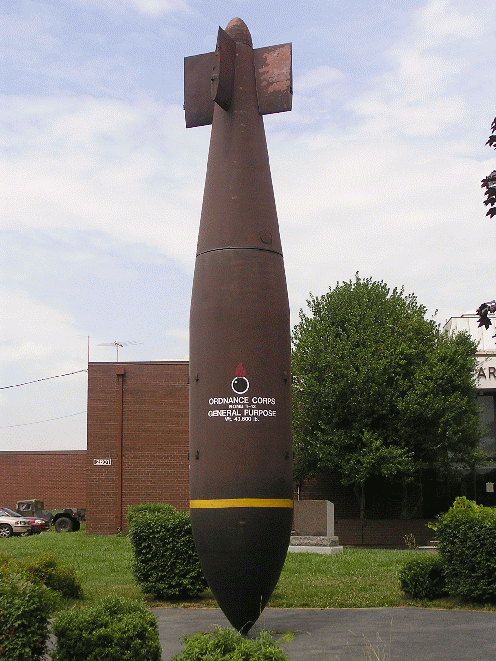
Сейсмическая бомба T-12 Cloudmaker — наиболее мощная (из неядерных) и тяжелая авиационная бомба в истории

Противобункерная бомба, бетонобойная бомба,  бункерная бомба, сейсмическая бомба (от англ. seismic bomb) — проникающий боеприпас для уничтожения бункеров (англ. Massive Ordnance PenetratorMOP), мощная Авиационная бомба обтекаемой формы с прочным корпусом, которая, достигая земли на высокой скорости и значительно углубляясь в грунт до детонации, при взрыве под землёй производит локальное землетрясение, разрушая близлежащие подземные и наземные сооружения цели[уточнить]. Такая бомба пробивает бетонные перекрытия значительной толщины и уничтожает подземные фортификационные и инженерные сооружения.
Принцип бомбы, заглубляющейся в грунт и пробивающей бетон, был разработан британским инженером Барнсом Уоллесом перед Второй мировой войной и был реализован во время войны в бомбах Tallboy и Grand Slam, которые активно применялись западными союзниками в ходе войны во время стратегических бомбардировок Германии.

## Разработка

Сравнение двух сейсмических бомб

Задолго до начала Второй мировой войны было известно, что ударная волна в сжимаемой среде (например, в газе) резко затухает с увеличением расстояния. Поэтому увеличение заряда взрывчатого вещества в бомбе не приводит к пропорциональному увеличению урона, причиняемого бомбой. Прямое попадание обычной бомбы может уничтожить незащищённое строение, однако относительно несложно защитить важные объекты толстым слоем бетона. Ударная волна газа в таком случае отразится от бетонной поверхности, не причинив ей существенного ущерба.
В то же время ударная волна в несжимаемой среде (жидкости или сыпучем теле) распространяется значительно дальше. Английский инженер-конструктор Барнс Уоллес установил, что при подземном взрыве почва ведёт себя подобно жидкости и ударная волна в ней распространяется аналогичным образом, вызывая локальные сейсмические колебания. В результате подземный взрыв мощной бомбы причиняет гораздо большие повреждения зданиям, чем поверхностный взрыв такой же мощности.
Проблема, вставшая перед Уоллесом, заключалась в том, как доставить взрывчатый заряд под вражеские здания и сооружения. Для этого он предложил создать мощную бомбу обтекаемой формы с прочным корпусом, которая достигала бы земли на высокой скорости и значительно углублялась бы в землю до детонации. Взорвавшись под землёй около цели, такая бомба произвела бы локальное землетрясение, разрушая близлежащие строения. Бетонные укрепления, как это ни парадоксально, в таком случае лишь способствовали бы передаче сейсмических колебаний именно благодаря своей жесткости.
Расчеты Уоллеса показали, что масса такой бомбы должна составлять около 10 т, а сбрасываться она должна с высоты порядка 10—12 км, при этом бомбометание должно производиться достаточно точно. В 1930-х гг. эта идея явно опережала своё время, к тому же руководство Королевских ВВС не склонно было поддерживать столь экзотические проекты.
Во время войны Уоллес предложил оригинальную идею прыгающих бомб для разрушения плотин. Блестящий успех проекта изменил отношение военных к идеям Уоллеса. Кроме того, к середине Второй мировой войны бомбардировочная авиация достигла значительных успехов как в точности бомбометания, так и в бомбовой нагрузке. Уоллес вернулся к идее сейсмической бомбы и создал 6-тонную бомбу Tallboy. Несмотря на то, что она была легче, чем предусматривалось первоначальным проектом, и сбрасывалась с высоты не более 8 км, бомба продемонстрировала свою высокую эффективность против объектов инфраструктуры.

## Применение

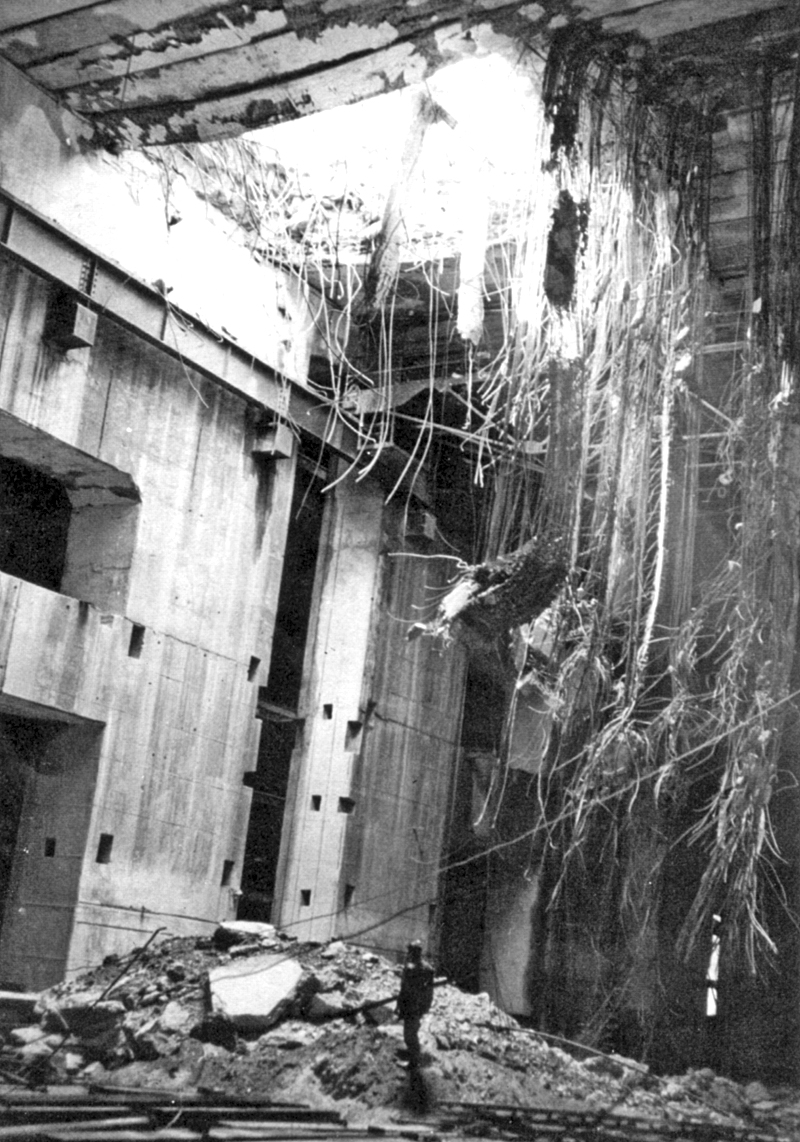
Укреплённый бункер для подлодок после попадания бомбы Grand Slam. Масштаб разрушений ясен из сравнения с фигурой человека, стоящего на куче обломков

Бомбы Tallboy использовались против укреплённых объектов, таких как ангары для подводных лодок в Сен-Назере и Лорьяне, пусковые установки самолётов-снарядов V-1. Одной из наиболее впечатляющих демонстраций эффективности Tallboy стало разрушение железнодорожного тоннеля в Сомюре 8 июня 1944 года.
Чтобы помешать переброске немецких войск после высадки союзников в Нормандии, было решено нанести удар по железнодорожным магистралям. Вместо того, чтобы разрушать полотно железной дороги, которое было бы восстановлено в течение нескольких дней, командование ВВС союзников решило нанести удар по железнодорожному тоннелю возле города Сомюр. Такая задача как нельзя лучше подходила для сейсмических бомб. В результате налёта тоннель был обрушен — одна из бомб пробила 18-метровый слой горных пород и взорвалась в самом тоннеле. Для восстановления железнодорожного сообщения потребовалось значительное время.
Бомбы «Tallboy» были использованы при охоте союзников на немецкий линкор «Тирпиц» в 1944 году. 15 сентября одна из бомб «Tallboy», которыми были вооружены английские самолёты, попала в нос корабля, сделав его немореходным. Другая бомба, сброшенная 28 октября, разорвавшись недалеко от корабля, погнула гребной вал. 12 ноября в корабль попали три бомбы «Tallboy»: одна отскочила от башенной брони, но две другие пробили броню и проделали 200-футовую (61 м) дыру в его левом борту и привели к пожару и взрыву в артиллерийском погребе. В итоге «Тирпиц» затонул к западу от Тромсё, в бухте Хокёйботн, через несколько минут после атаки, унеся с собой на дно 1000 человек из команды в 1700. Уничтожение «Тирпица» устранило последнюю серьёзную угрозу для союзников в северной Атлантике и позволило передислоцировать силы в другие регионы.

## Дальнейшее развитие
После успеха Tallboy Барнсом Уоллесом была разработана ещё более мощная 10-тонная бомба Grand Slam. Она также продемонстрировала высокую эффективность при нанесении стратегических бомбовых ударов. Идеей сейсмических бомб также заинтересовались американские ВВС. Сначала ими производилась лицензионная копия бомбы Grand Slam под обозначением T-14, а после окончания Второй мировой войны в США была создана мощнейшая 20-тонная сейсмическая бомба T-12 Cloudmaker. Таким образом, именно американские военные наиболее полно реализовали замысел Уоллеса.
В последующее время, в связи с созданием и стремительным развитием ядерного оружия, сейсмические бомбы отошли на задний план.
В 1991 году во время войны в Ираке в США за две недели (с 1 по 14 февраля) инженерами Air Force Research Laboratory Munitions Directorate и Watervliet Armory была создана управляемая бомба GBU-28 «Bunker Buster», предназначенная для уничтожения сильно укреплённых объектов. Бомба весом в 2300 кг способна пробить более 30 м грунта или 6 м бетона. Во время испытаний в Сандийских национальных лабораториях США разогнанная на ракетной тележке бомба пробила железобетон толщиной 6,7 метра и улетела на 1,5 км. Это оружие было успешно использовано против подземных бункеров и бомбоубежищ Багдада, но некоторые укрепления эти бомбардировки выдержали.
В 2007 году корпорация Boeing разработала авиабомбу GBU-57 (Penetrator GBU-57 MOP, Massive Ordnance Penetrator - мощный проникающий боеприпас), в 2011 году она принята на вооружение в  США. После четвертой модернизации эта бомба способна заглубляться в грунт на глубину до 60 метров и разрушать многоуровневые железобетонные перекрытия общей толщиной больше 20 метров.
В 2021 году в США была испытана противобункерная бомба GBU-72 такой же массы, как и GBU-28, и оснащённая комплектом объединенного боеприпаса прямого поражения (англ. Joint Direct Attack Munition, JDAM) c навигационной системой и изменённым хвостовым оперением. Характеристики нового оружия не опубликованы, хотя известно, что у него больше пробивная сила и, вероятно, большая мощность заряда.